# 릴리 프랭키
릴리 프랭키(リリー・フランキー, Lily Franky, 1963년 11월 4일 ~)는 일본의 삽화가이자 작가, 수필가, 소설가, 그림책 작가, 디자이너, 음악가, 작사가, 작곡가, 방송 작가, 연출가, 라디오 DJ 사진가, 배우이다. 본명은 나카가와 마사야(中川 雅也)이며, 무사시노 미술대학을 졸업했다.

## 주요 출연 작품

### 드라마
- 2010년 《코드 블루 시즌 2》
- 2010년 《료마전》 - 가와다 쇼료 역
- 2010년 《모테키》 - 스미다 역
- 2011년 《심야식당 2》 - 최종화 〈교자〉 무라타 역
- 2012년 《럭키 세븐》 - 사사오카 역
- 2012년 《운명의 인간》
- 2012년 《헝그리!》
- 2014년 《55세부터의 헬로 라이프》
- 2019년, 2021년 《살색의 감독 무라니시》 - 다케이 역
- 2024년 《사랑 후에 오는 것들》 - 아오키 타쿠토 역

### 영화
- 2008년 영화 《나를 둘러싼 것들》
- 2008년 영화 《용의자 X의 헌신》
- 2009년 영화 《오! 마이 붓다》
- 2010년 영화 《보이즈 온 더 런》
- 2011년 영화 《모테키》
- 2013년 영회 《그렇게 아버지가 된다》
- 2014년 영화 《신이 말하는 대로》
- 2014년 영화 《져지!》
- 2014년 영화 《노비(영어판)》
- 2015년 영화 《도쿄아포칼립스: 최후의 결전》 ... 겐요 역
- 2015년 영화 《화장실의 피에타》 ... 요코타 역
- 2016년 영화 《태풍이 지나가고》
- 2016년 영화 《아버지와 이토씨》
- 2018년 영화 《어느 가족》
- 2018년 영화 《라플라스의 마녀》 ... 우하라 젠타로 박사 역
- 2018년 영화 《써니를 찾아서》
- 2018년 영화 《더 건》
- 2019년 영화 《13년의 공백》
- 2020년 영화 《한번 죽어 봤다》 ... 히노 역
- 2022년 영화 《남은 인생 10년》 ... 카지와라 겐 역
- 2023년 영화 《치히로 상》 ... 우츠미 역
- 2024년 영화 《퍼레이드》 ... 마이클 역
- 2024년 영화 《하얼빈》 ... 이토 히로부미 역
- 2025년 영화 《첫 번째 키스》 ... 텐마 이치로 역

## 주요 저서
- 《미녀와 야구》 (1998년)
- 《너덜너덜해진 사람에게》 (1998년, 겐토샤)
- 《도쿄 타워: 엄마와 나, 때때로 아버지》 (2005년, 후소샤)
〈서점 대상 2006〉 수상 작품.